# Franz Fürsich
Franz Theodor Fürsich  (* 23. Juli 1947 in Eichstätt) ist ein deutscher Paläontologe, bekannt für Forschungen zur Paläoökologie.
Fürsich studierte an der Universität Tübingen mit dem Diplom 1971 und der Promotion 1974. Außerdem erhielt er 1973 einen Master-Abschluss der University of Oxford. Ab 1976 forschte und lehrte er an der Ludwig-Maximilians-Universität München und 1987/88 war er Professor in Bremen. Er war seit 1988 Professor an der Universität Würzburg und Direktor des Paläontologischen Instituts. Er war ab 2007 Professor für Paläontologie an der Friedrich-Alexander-Universität Erlangen-Nürnberg. 2012 wurde er emeritiert.
Fürsich befasst sich mit Paläoökologie, Spurenfossilien, Fazies-Analyse, Taxonomie von Muscheln (besonders aus dem Jura), Taphonomie und Stratigraphie. Anfangs befasste er sich auch mit Brachiopoden aus dem Paläozoikum. Er rekonstruiert fossile Ökosysteme mit strengen quantitativen Methoden (unter Verwendung von Statistik und Isotopenanalyse) und arbeitete die Bedeutung der Biostratonomie für die korrekte Interpretation der Funde heraus. Er forschte weltweit (zum Beispiel in China, dem Iran und Indien) und zu den von ihm untersuchten Ökosystemen gehören vor allem weltweite Schelfablagerungen aus Jura und Kreide (wie lithographischer Kalkstein des oberen Jura, zum Beispiel Solnhofener Plattenkalk) und in jüngster Zeit Ablagerungen in Seen der frühen Kreide in China. 1977 führte er den mit J. Wendt den modernen Begriff der Sankt-Cassian-Formation ein.
Er war unter anderem Gastdozent in Paris, Tokio, Jaipur, Montevideo, Boulder in Colorado, Kopenhagen und Oxford.
2008 erhielt er die Lamarck-Medaille der European Geosciences Union. 1979 bis 1983 war er Heisenberg-Stipendiat und 1985/86 als  Lynen-Stipendiat an der University of Arizona in Tucson. 1999 bis 2001 war er Präsident der European Paleontological Association.
1986 bis 1998 war er Herausgeber der Paläontologischen Zeitschrift. Seit 1989 war er Herausgeber von Beringeria.
1975 heiratete er Valsamma Kakkanattu.